# Laurentius I. von Lebus
Laurentius (deutsch auch Lorenz I.; † 9. März 1204) war Bischof von Lebus von 1201 bis 1204 (?).
Im Nekrolog des Zisterzienserklosters Leubus wurde eines Bischof Laurentius von Lebus und Mönch in Leubus für den 9. März gedacht. In der dortigen Klosterkirche stand im 19. Jahrhundert ein hölzernes Standbild mit der Aufschrift Laurentius VI., Bischof von Lebus und Mönch von Leubus. Gewählt 1201. Gestorben 1204. (Dessen Entstehung und historische Zuverlässigkeit allerdings ungewiss ist.)
Weitere Informationen sind über ihn nicht bekannt.